# Альт (духовой инструмент)
Альт, альтгорн (нем. Althorn) — медный духовой музыкальный инструмент семейства саксгорнов. Входит в основную группу инструментов духового оркестра, вместе с корнетами, тенорами, баритонами и тубами.
Натуральный звукоряд альта в строе Es (ми-бемоль малой октавы) ниже звукоряда корнета и трубы на квинту и выше тенора и баритона на кварту. В реальном звучании:
Нотируется на большую сексту выше реального звучания (транспонируемый инструмент):
Диапазон от ля большой октавы до ми-бемоль второй (в нотации — фа-диез малой — до третьей):

## В оркестре
Основным используемым диапазоном первого альта является соль малой октавы — до второй (в нотации — ми первой — ля второй), второго альта — фа малой октавы — ля-бемоль первой (в нотации — ре первой — фа второй):
Первый альт исполняет первый, верхний голос в аккомпанементной гармонии. Также это один из голосов в гармонии основных медных, обычно идущий вниз от нижнего голоса корнето-трубного сочетания или совпадающий с ним, а в теноро-баритоново-альтовом сочетании чаще верхний голос. Иногда альт может солировать в мелодиях типично альтового характера.
Второй альт исполняет второй голос в аккомпанементной гармонии, а также один из голосов в гармонии основных медных, обычно идущий вниз от первого альта или совпадающий с ним. Дополнительной функцией обоих альтов является дублирование партии валторны.

## Описание
По конструкции различают два вида альтов — прямоугольный альт английской системы с помповыми вентилями и овальный альт немецкой системы с поворотными вентилями. Различные виды альтгорнов могут отличаться не только мензурой, но и толщиной ножки мундштука. Так например у овальных альтов советского производства ножка более толстая, нежели у большинства современных альтов с помповыми вентилями, у которых толщина ножки практически соответствует таковой у трубных мундштуков. Обычный диаметр чашки мундштука советского овального альта 20 мм, современного прямоугольного альта — 18,5—19 мм.
Альт является самым лёгким в освоении медным духовым инструментом, поэтому он хорошо подходит для начального обучения игре на инструментах этой группы.
В английской системе классификации саксгорнов альтгорн называется теноргорном (tenor horn), а сам тенор в строе B (си-бемоль) — баритонгорном (baritone horn), в то время как действительно баритон именуется эуфониумом. Также альтгорном во Франции и Германии раньше называли мелофон (фр. cor alto, нем. Altkorno, Alt-Corno).
Аналогичными альту по строю другими медными духовыми инструментами являются альт-тромбон in Es и редко встречающийся мелофон in Es.